# Лінус Карлстранд
Лінус Каспер Карлстранд (швед. Linus Casper Carlstrand, нар. 31 серпня 2004, Гетеборг, Швеція) — шведський футболіст, нападник клубу «Гетеборг».

## Ігрова кар'єра

### Клубна
Лінус Карлстранд народився у місті Гетеборг. З дитинства почав займатися футболом у місцевому клубі ГАІС. Згодом він перейшов до академії іншого клубу з рідного міста — «Гетеборга». З 2022 року молодого нападника почали залучати до тренувань з першою командою. У травні Карлстранд підписав з клубом перший професійний контракт. А в червні вперше вийшов на поле в матчах Аллсвенскан.

### Збірна
У червні 2022 року Лінус Карлстранд дебютував у складі юнацької збірної Швеції. І в першій грі відзначився забитим голом у ворота угорських однолітків.